# Sonny Boy Gustafsson
Sonny Björn Mattias Gustafsson, känd som Sonny Boy Gustafsson, född 11 maj 1979 i Hässelby församling i Stockholm, är svensk musikproducent och låtskrivare, men även sångare och gitarrist.
Sonny Boy Gustafsson har varit med i rockbandet Captain Murphy och står som upphovsman till låtar på deras skivinspelningar från tiden 2003–2004. 
Han är såväl låtskrivarpartner till som producent för Miss Li sedan hennes genombrott med Oh Boy på inspelningen Late Night Heartbroken Blues (2006) och är därmed också medförfattare till ett antal kända låtar som Miss Li framfört. Han utsågs till Årets kompositör 2020 tillsammans med henne för låtarna Lev nu dö sen och Komplicerad som hade höga placeringar på Svensktoppen under året.
Sonny Boy Gustafsson är sedan 2007 gift med Miss Li.